# Arcadia Hotels

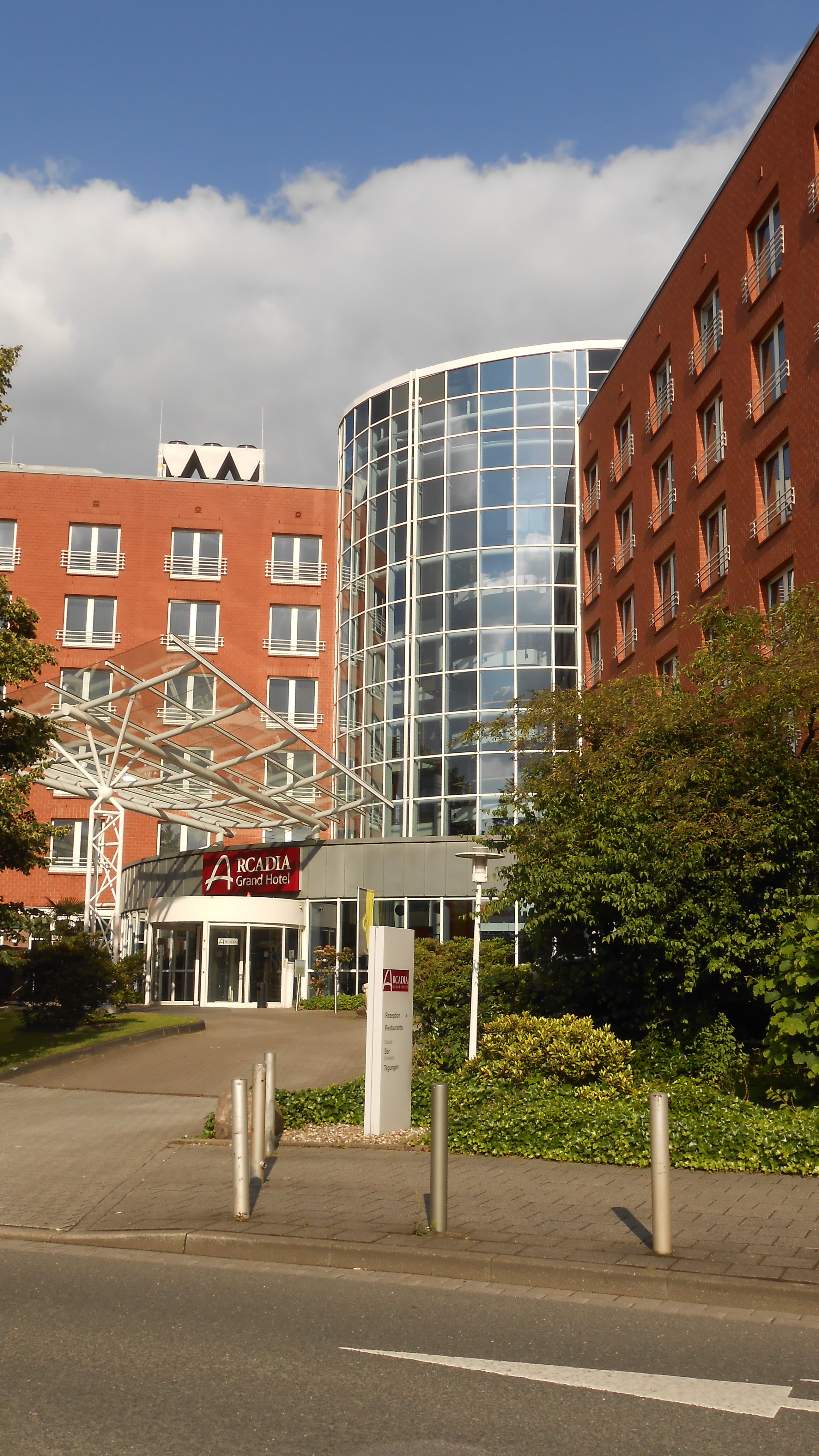
Dortmund, Arcadia-Hotel (2016)

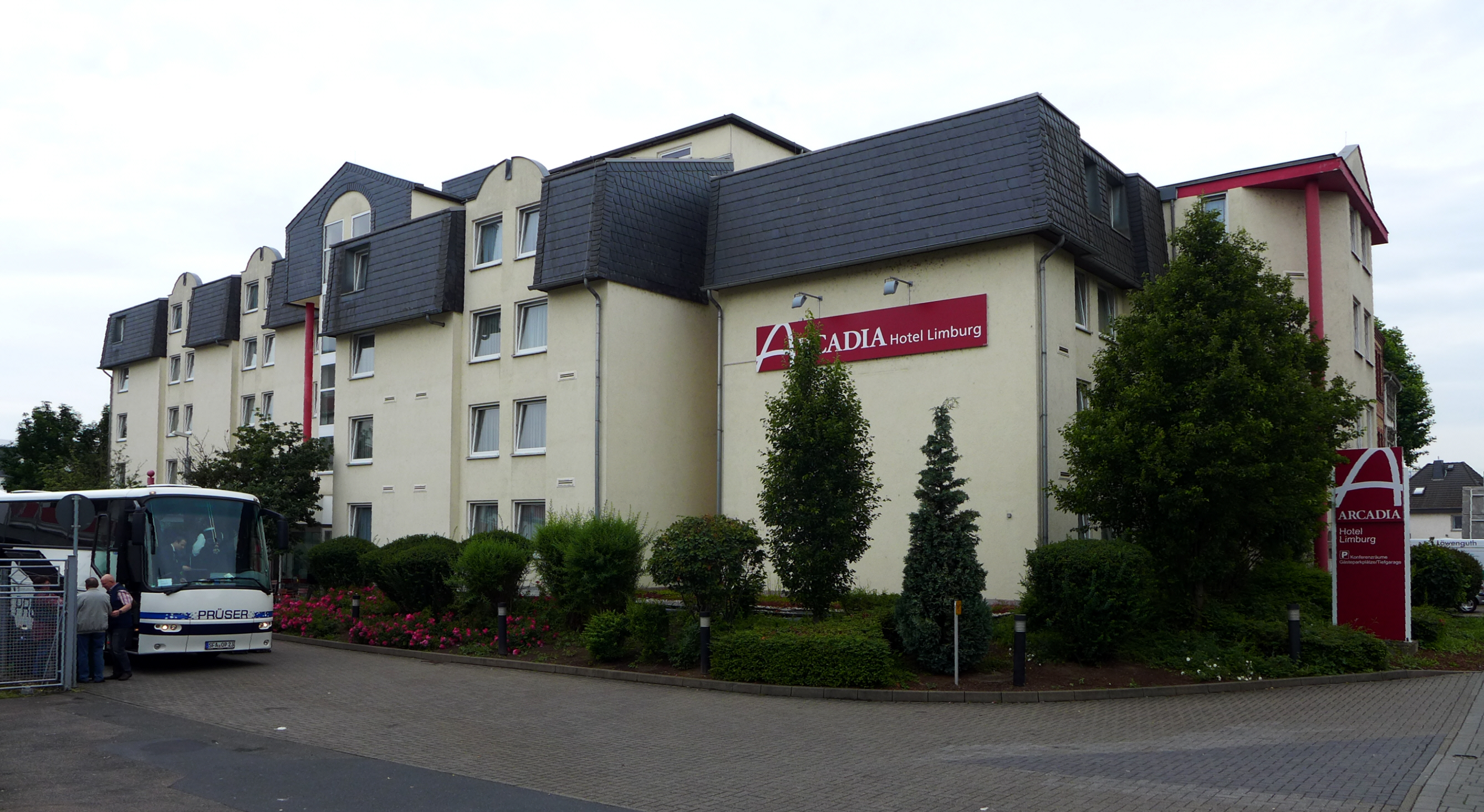
Limburg, Arcadia-Hotel (2013)

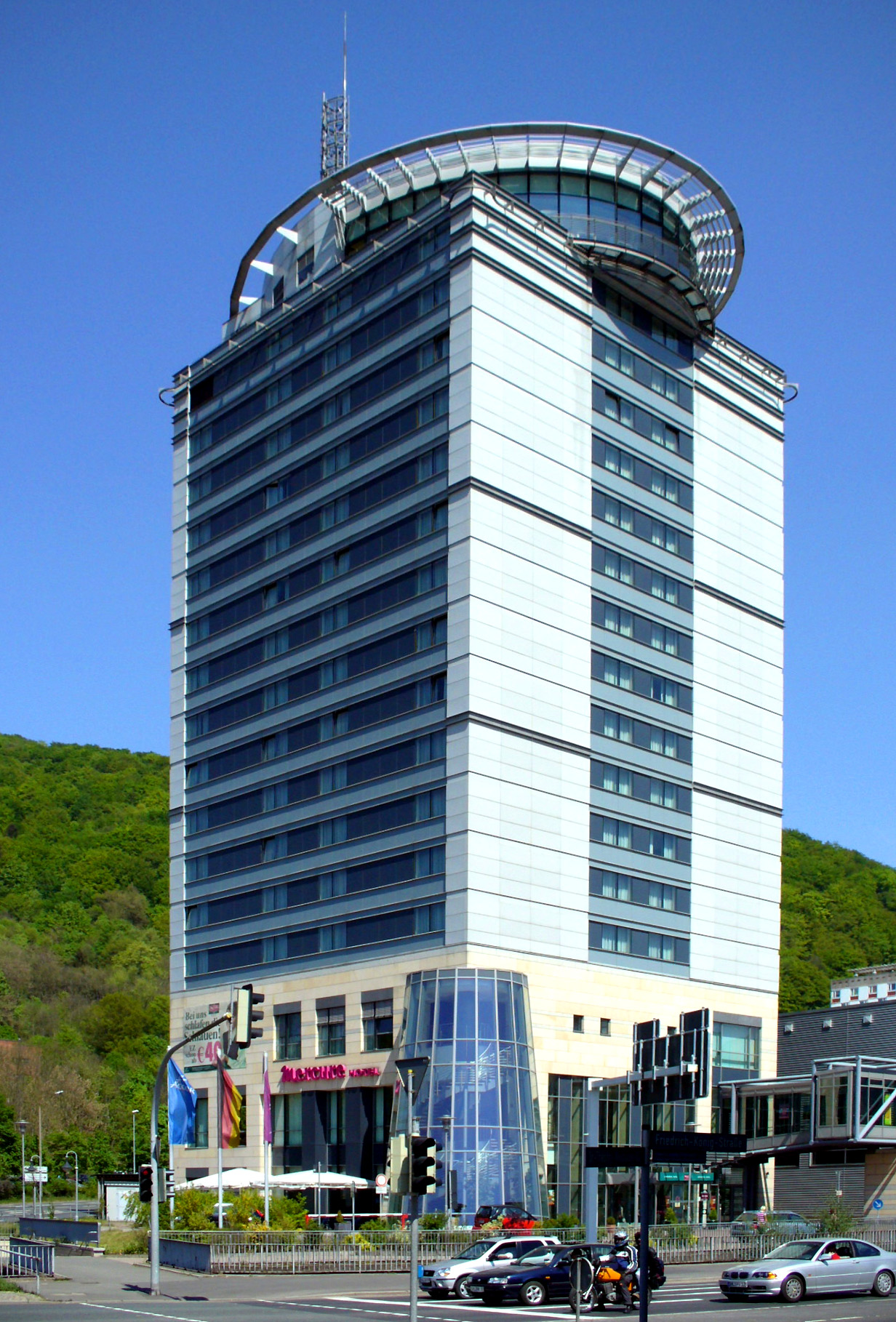
Suhl, Kongresshotel (2007)

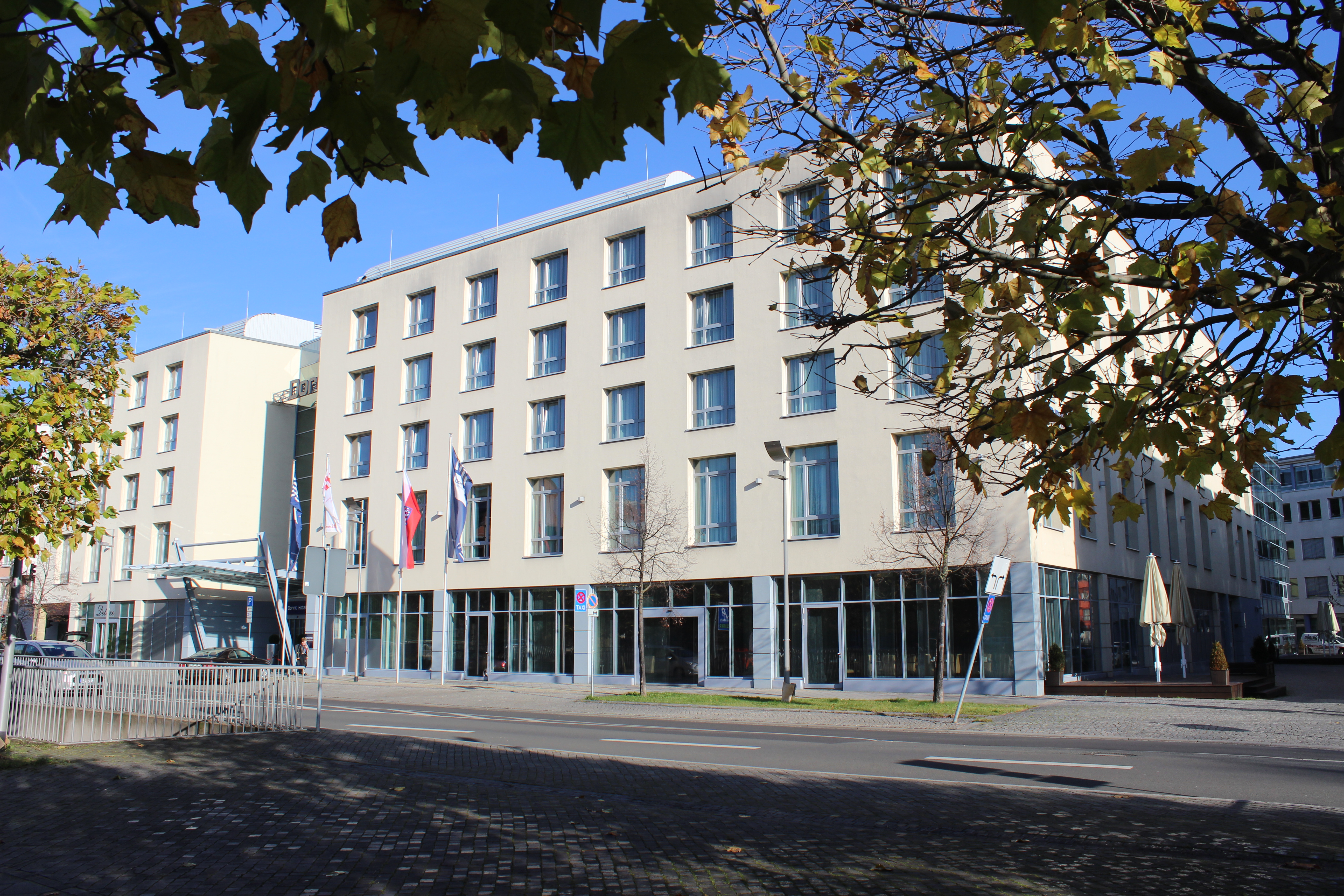
Erfurt, Hotel am Dom (2017)

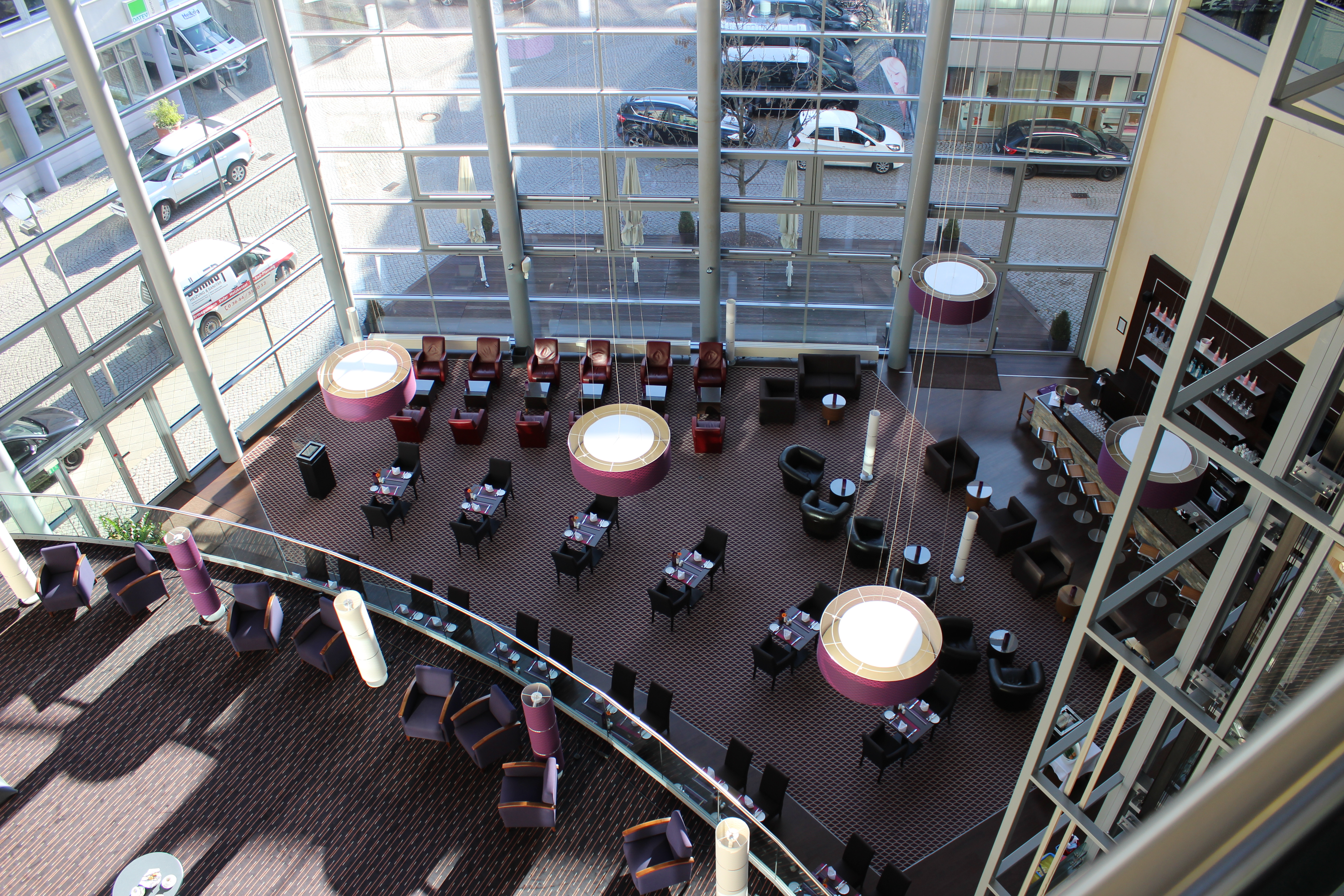
Erfurt, Hotelhalle (2017)

Arcadia Hotels & Resorts GmbH & Co KG war ein Hotelunternehmen mit Sitz in Schenefeld. Es gehörte zu der Firmengruppe des deutschen Immobilienunternehmers, Projektentwicklers und Hotelbetreibers Reinhard Baumhögger (* 1946 in Wickrath). Das Unternehmen ging 2016 insolvent und wurde liquidiert. 
Arcadia war zu Beginn ein Hamburger Hotelunternehmen, eingetragen 2002. Von den 29 Hotels mit insgesamt 3353 Zimmern wurden acht als Pachtbetrieb geführt; das Unternehmen hatte etwa 1000 Angestellte.  2011 erwarb Baumhögger das Unternehmen. Die Baumhögger-Gruppe hatte zuvor bereits über 30 Hotels und vier Seniorenresidenzen mit zusammen 7500 Betten betrieben und über 1000 Mitarbeiter beschäftigt. Baumhögger verlegte den Firmensitz von Hamburg-Blankenese nach Schenefeld.

## Insolvenz
Die Firmengruppe geriet 2015 zunehmend in Schwierigkeiten. Im Betreiben, sie „gesundzuschrumpfen“, und profitable Hotels selbst zu übernehmen, verkaufte Baumhögger elf Hotels, darunter Häuser in Amberg, Coburg, Wuppertal, Limburg an der Lahn und Günzburg an die österreichische Firma Vienna International Hotelmanagement, und fünf weitere in Heppenheim, Gerlingen, Leipzig, Dresden und Magdeburg an verschiedene Käufer. Bei Arcadia verblieben noch 15 Hotels in Deutschland, neun davon in Eigenbesitz. Zudem kündigte Baumhögger den Pachtvertrag für sein Hotel im fränkischen Schweinfurt. Dabei kam es zu merkwürdigen Szenen: Mit Securitykräften hatte er das Haus gestürmt, dem Geschäftsführer fünf Minuten gegeben, „seine Sachen zu packen“, Schlösser ausgetauscht und Hotelfahnen, Handtücher und Seifen mit dem Accor-Logo entsorgt. Der Pächter, der weltgrößte Hotelkonzern Accor, erwirkte eine einstweilige Verfügung. Baumhögger musste das Hotel wieder räumen und verlor auch den nachfolgenden Zivilprozess. 2015 einigte er sich schließlich mit Accor auf ein Ende der Verpachtung dieses sowie zwei weiterer Pullman-Hotels.
Im April 2016 beantragte ein Geschäftspartner (die Europa Parkhotel Verwaltungs-GmbH) vor dem Amtsgericht Hamburg das Insolvenzverfahren gegen die Arcadia Hotels & Resort GmbH & Co. KG. Am 8. Juni 2016 wurde die Gesellschaft liquidiert. Die Arcadia-Hotels in Bielefeld, Bottrop, Dortmund, Düsseldorf, Erfurt, Flensburg, Hannover, Heidelberg, München und Schweinfurt wurden 2016 von der HR Group Berlin gekauft. Das Hotel in Berlin kam zur Deutschen Immobiliengruppe. Das Arcadia-Hotel am Congress Centrum Suhl wurde im März 2017 zwangsversteigert. Das Gebäude, in das Baumhögger zehn Millionen Euro und der Freistaat Thüringen fast 24 Millionen Euro investiert hatten, wurde dabei mit zwei Millionen Euro bewertet und erlöste 3,5 Millionen Euro.